# Hyrkánie

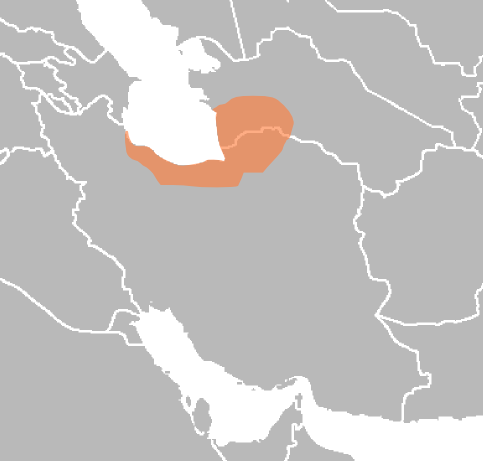
Mapa označující Hyrkánii

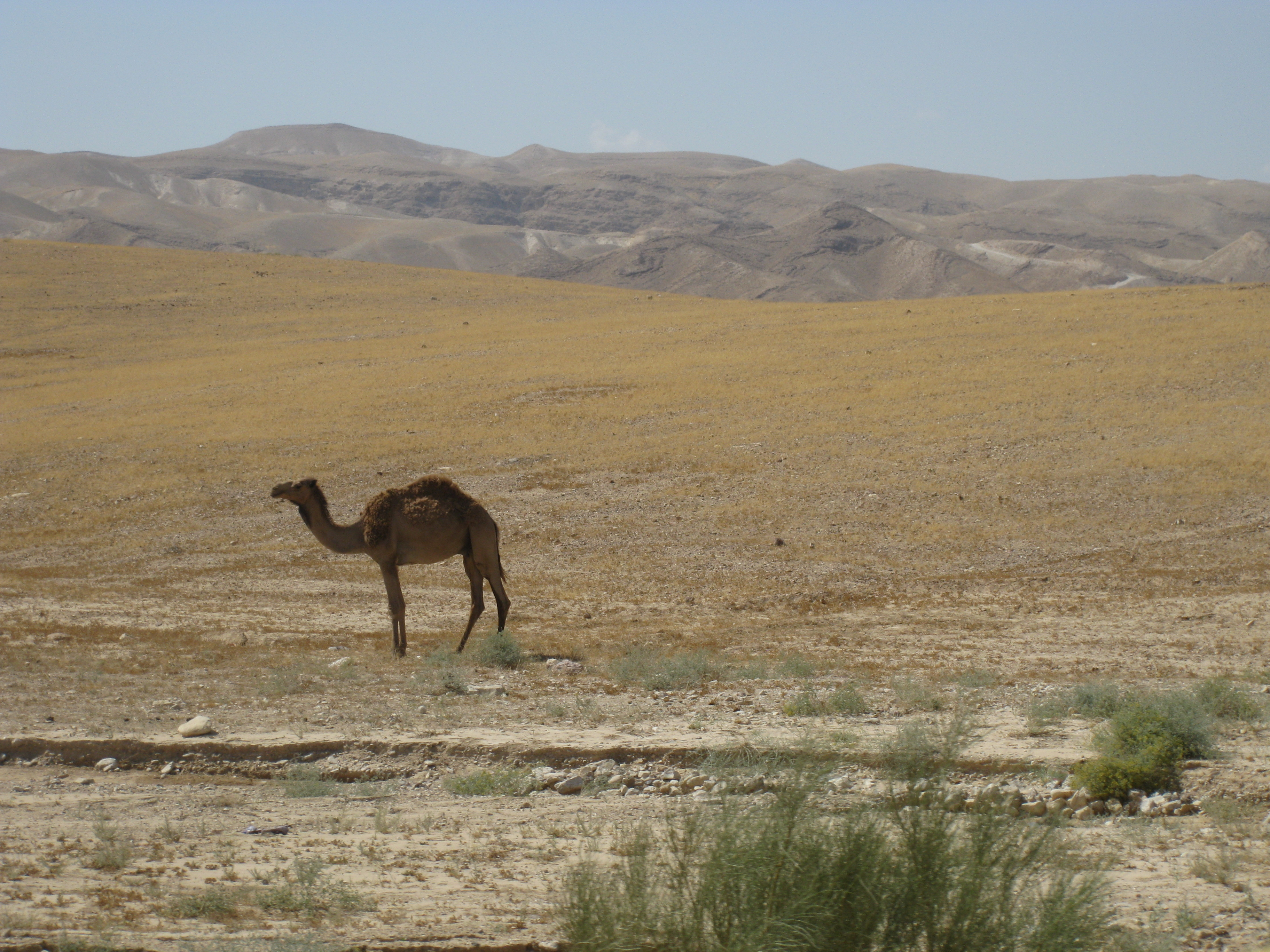
Údolí v Hyrkánii

Hyrkánie, staropersky Varkána či Vrkána „Vlčí země“, středopersky Gorgán, je historické území v Íránu, na jihovýchodním pobřeží Kaspického moře, odpovídající dnešní provincii Golestán. Jejím hlavním městem byla Zardakarta (dnes Sárí), v blízkosti dnešního Gorgánu. Po Hyrkánii bylo také ve starověku Kaspické moře nazýváno Hyrkánským oceánem a lydijské město Hyrkánie, jež bylo založeno kolonisty z této oblasti.
Pod jménem Vrkána je Hyrkánie zmiňována již v Behistunském nápisu z 6. století př. n. l. jako země, jež společně s Parthavou-Parthií povstaly ve jménu Fravartiše, jenž se prohlašoval za médského krále, proti perskému králi Dareiovi I. V době Achaimenovské říše byla Hyrkánie pravděpodobně součástí satrapie Parthie. Později byla Hyrkánie a Parthie dobyta Arsakésem I., jenž sjednotil kmeny Parni a Dahae a založil Parthskou říši. Postupně však Hyrkánie nabývala určité nezávislosti na Arsakovcích a její představitelé například v roce 59 vyjednávali s římským generálem Corbulem o spojenectví proti Parthům, zároveň nejspíše byla Hyrkánie i spojencem Kušánské říše. V době Sasánovců byla jednou ze satrapií říše pod jménem Gorgán, což bylo i označení jejího hlavního města, v době vlády Péróze I. byla nejspíše dočasně dobyta Heftality. V téže době byla také vybudována zeď na obranu před středoasijskými nomády, mylně nazývaná Alexandrovou zdí.